# Tranvia Torino-Piobesi
La tranvia Torino-Piobesi era una linea tranviaria interurbana che ha collegato le città di Torino, Vinovo e Piobesi Torinese dal 1882 al 1934; l'ultima sezione attiva fu la tratta tra Torino e Stupinigi, poi dismessa nel 1956.

## Storia
Nel 1881 i comuni di Torino e Vinovo, insieme all'Ordine Mauriziano, richiesero la concessione per una linea tranviaria che congiungesse le due città tra di loro, e la residenza reale di Stupinigi con il capoluogo.
L'esercizio fu affidato al banchiere francese Alfonso Raoul Berrier-Delaleu, che a partire dal 1879 aveva fatto costruire diverse linee tranviarie a vapore tra Cuneo, Saluzzo e Asti. L'inaugurazione della linea Torino-Stupinigi-Vinovo avvenne il 23 luglio 1882 alla presenza delle principali autorità locali tra cui il sindaco di Torino Luigi Ferraris.
Fallito nel 1883 Berrier-Delaleu, la linea fu acquisita nel 1890 dalla Società Torinese di Tramways e Ferrovie Economiche (STTFE), concessionaria anche della tranvia Torino-Orbassano-Giaveno, la quale prolungò il 16 ottobre 1904 la linea sino a Piobesi.
In seguito ad accordi tra il Comune di Torino e la Regia Aeronautica il tracciato della tranvia fu modificato per servire l'aeroporto di Mirafiori: nel 1926 fu quindi costituito il consorzio Esercizio Tranvie Orbassano Stupinigi (ETOS) tra il Comune e la STTFE, il quale provvide a elettrificare le tratte Torino-Stupinigi e Torino-Orbassano: la linea elettrificata per Stupinigi fu inaugurata il 5 luglio 1928, mentre la restante parte della tranvia, rimasta a vapore, fu soppressa il 30 agosto 1934, smantellata e sostituita con autobus.
Le linee tranviarie della zona ovest del capoluogo subalpino passarono nel 1935 alla Società Anonima Tranvie Torino Ovest (SATTO), tranne la Torino-Stupinigi, che fu ceduta all'ATM la quale la inglobò nella rete tranviaria urbana come linea 41.
Nell'aprile 1956 la linea 41 fu soppressa e sostituita con autobus, a seguito di un piano approvato dalla giunta comunale l'anno precedente che intendeva intensificare il servizio per la zona della Fiat Mirafiori, cosa non possibile con il tram (a binario unico) che avrebbe pregiudicato la viabilità di corso Stupinigi.

## Caratteristiche
La linea tranviaria era a binario unico a scartamento normale di 1445 mm; si sviluppava per 17,103 km, il raggio minimo di curva era di 60 metri, la pendenza massima del 17 per mille. La velocità massima ammessa era di 30 km/h.

### Percorso
|  | Unknown route-map component "uexKBHFa" |

|  | Unknown route-map component "uexBHF" |

|  | Unknown route-map component "uexCONTgq" | Unknown route-map component "uexABZgr" |  |  |

|  | Unknown route-map component "uexBHF" |

|  | Unknown route-map component "uexBHF" |

|  | Unknown route-map component "uexBHF" |

|  | Unknown route-map component "uexHST" |

| Unknown route-map component "uexWBRÜCKE1" |

|  | Unknown route-map component "uexBHF" |

|  | Unknown route-map component "uexHST" |

| Unknown route-map component "uexWBRÜCKE1" |

|  | Unknown route-map component "uexBHF" |

|  | Unknown route-map component "uexKBHFe" |

Il capolinea si trovava in via Sacchi all'altezza di via Magenta; si percorreva quindi il viale per Stupinigi passando per il palazzo "La Generala", fatto costruire nel 1673 dal conte Giovan Battista Trucchi e trasformato nel 1838 in carcere minorile, Mirafiori e Borgaretto, transitando per il Castello di Stupinigi. Da lì, passando per un campo dietro il Castelvecchio, si imboccava il viale per Vinovo toccando le località di Le Torretta e Tetti Grella. Attraversato il torrente Chisola, la tranvia raggiungeva la stazione di Vinovo (situata nella futura piazza Luigi Rey) quindi proseguiva per Piobesi, terminando la corsa nella stazione (odierna via XXV Aprile).
La tratta elettrificata nel 1928 partiva da via Sacchi nei pressi della stazione di Porta Nuova, mentre i tram a vapore partivano sempre da via Sacchi ma dopo corso Duca di Genova (ribattezzato dopo la Seconda guerra mondiale corso Stati Uniti). La linea elettrica proseguiva quindi in via Sacchi, e fino alla nuova barriera daziaria era in comune con la tranvia per Orbassano, quindi imboccava il vialone di Stupinigi in sede propria. Con il passaggio all'ATM il capolinea torinese fu spostato in corso Oporto (dopo la guerra divenuto corso Matteotti), proseguendo per Porta Nuova e transitando per le fermate di Mirafiori scuole, strada del Castello, Ponte Sangone e Borgaretto prima di giungere a Stupinigi.

## Materiale rotabile
All'apertura della linea Berrier-Delaleu impiegò sulla linea quattro locomotive a vapore a due assi di costruzione Winterthur immatricolate con i numeri 1÷4 e diciassette carrozze costruite dalle officine Locati di Torino; la società gestitrice della linea possedeva anche delle locomotive Krauss.
La linea elettrificata vide l'utilizzo di motrici costruite dalle Officine di Savigliano.